# Morristown (New Jersey)
Morristown è un comune degli Stati Uniti d'America, capoluogo della contea di Morris nello Stato del New Jersey.
La cittadina di Morristown ha rivestito un ruolo cruciale nella guerra d'indipendenza americana tanto da esserne spesso indicata come la "capitale militare". La testimonianza di questo si ritrova oggi in una serie di siti che sono preservati sotto la tutela nazionale formando, tutti insieme, il Morristown National Historical Park.